# Приходько Клім Геннадійович
Клім Геннадійович Приходько (нар. 9 лютого 2000, Кривий Ріг, Дніпропетровська область, Україна) — український футболіст, центральний півзахисник криворізького «Кривбасу».

## Клубна кар'єра
Народився в Кривому Розі. Вихованець молодіжної академії дніпропетровського «Дніпра», за яку виступав до 2015 року. Потім перейшов у «Динамо», за яке виступав у ДЮФЛУ. Наприкінці липня 2017 року переведений до юнацької команди «Динамо», за яку провів 12 матчів у чемпіонаті. 27 вересня 2017 року дебютував за «Динамо» в Юнацькій лізі УЄФА в нічийному (2:2) виїзному поєдинку проти міланського «Інтера». Клім вийшов на поле на 70-ій хвилині, замінивши Богдана Білошевського. 31 грудня 2017 року в гравця завершився контракт з київським клубом, а вже 5 січня 2018 року він перебрався до «Шахтаря». У сезоні 2018/19 років виступав переважно за юнацьку команду «гірників», а 18 травня 2019 року дебютував у молодіжній команді «Шахтаря». Також у вище вказаному сезоні провів 5 матчів у Юнацькій лізі УЄФА. Напередодні старту сезону 2019/20 років переведений у молодіжну команду «Шахтаря», за яку в першій половині сезону зіграв 15 матчів та відзначився 6-ма голами.
Наприкінці лютого 2020 року до завершення сезону відправився в оренду до «Ворскли». Однак заграти у полтавському клубі Приходьку не вдалося, до завершення сезону 2019/20 років він зіграв лише 2 матчі за молодіжну команду «Ворскли». На початку липня 2019 року відправився в 1-річну оренду до «Маріуполя». Проте в складі «приазовців» не зіграв жодного офіційного матчу. На початку жовтня 2020 року «Шахтар» достроково розірвав орендну угоду й повернув гравця до «молодіжної» команди. До завершення сезону 2020/21 років у молодіжному чемпіонаті відзначився 6-ма голами у 18-ти матчах.
На початку серпня 2021 року відправився в 1-річну оренду до «Кривбасу», по завершенні якої криворіжці мають можливість викупити контракт гравця. За нову команду дебютував 1 серпня 2021 року в переможному (1:0) виїзному поєдинку 2-го туру Першої ліги України проти тернопільської «Ниви». Клім вийшов на поле на 82-ій хвилині, замінивши Олексія Хобленка.
7 січня 2023 повернувся до лав «Кривбасу», підписавши контракт з криворіжцями строком на 3 роки.

## Кар'єра в збірній
Виступав за юнацькі збірні України різних вікових категорій.

## Особисте життя
Клім Приходько син відомого українського тренера Геннадія Приходька.